# Kościół Zmartwychwstania Pańskiego w Kościerzynie
Kościół Zmartwychwstania Pańskiego, dawniej kościół Marcina Lutra (niem. Lutherkirche) – rzymskokatolicki kościół parafialny w Kościerzynie, w województwie pomorskim. Należy do dekanatu Kościerzyna diecezji pelplińskiej.

## Historia

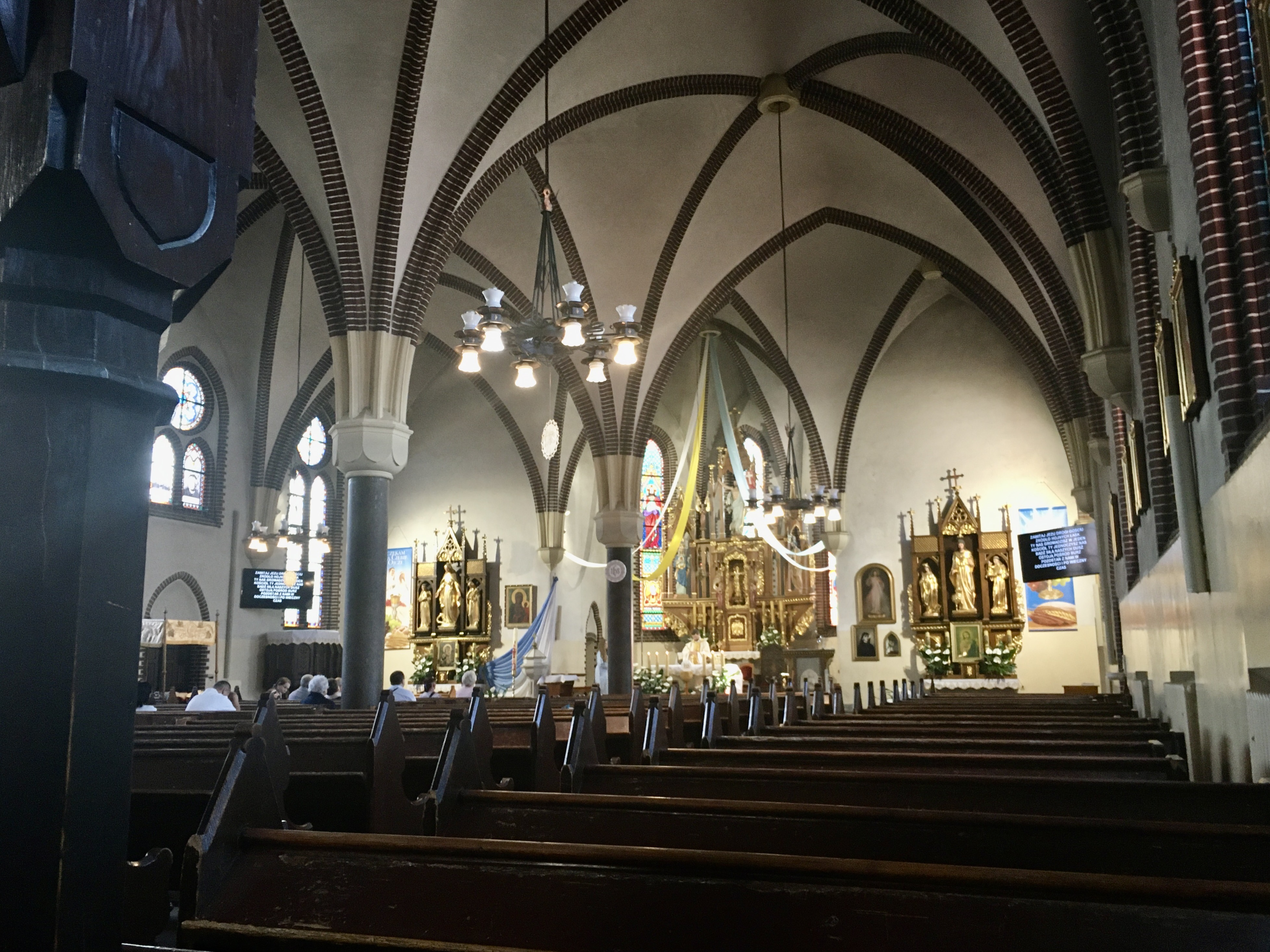
Wnętrze

Jest to świątynia wybudowana w stylu neogotyckim w latach 1892–94 jako kościół ewangelicki. Projektantem kościoła był architekt Julius von Hennicke. Kościół został poświęcony w dniu 18 kwietnia 1894 roku, natomiast prace konstrukcyjne ukończono w roku 1893. Jego budowa miała uczcić dekadę obchodów 400. rocznicy urodzin Marcina Lutra. Świadczy o tym inskrypcja nad wejściem głównym: Zur Erinnerung a. d. vierhundertste Wiederkehr des Geburtstages des D. Martin Luther. Erbaut MDCCCXCIII (Na pamiątkę  czterechsetnej rocznicy urodzin doktora Marcina Lutra. Wybudowano w roku 1893). Do 1945 roku świątynia była użytkowana przez ewangelików. Po II wojnie światowej kościół został przejęty przez Kościół rzymskokatolicki i otrzymał nowe wezwanie: św. Jana Nepomucena. Pełnił wówczas funkcję kościoła szkolnego dla miejscowej młodzieży. 4 lipca 1947 roku na prośbę ówczesnego biskupa chełmińskiego Kazimierza Kowalskiego do Kościerzyny przybyli księża Zmartwychwstańcy i objęli opiekę nad dawnym kościołem ewangelickim. Ten sam biskup w dniu 30 lipca 1971 roku utworzył przy kościele ośrodek duszpasterski. Samodzielna Parafia Zmartwychwstania Pańskiego powstała w dniu 17 marca 1976 roku dzięki dekretowi biskupa Bernarda Czaplińskiego.

## Architektura

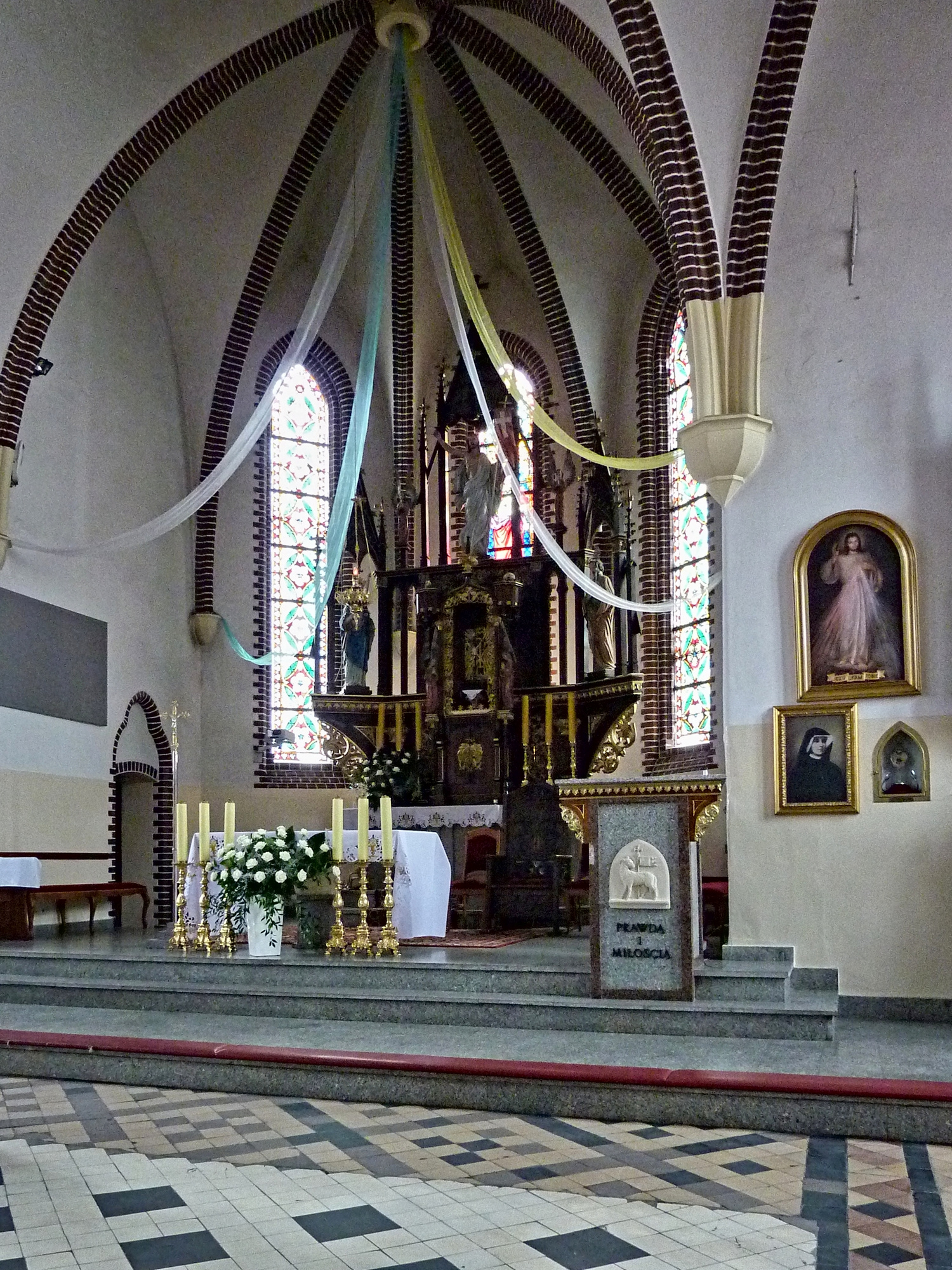
Prezbiterium kościoła

Świątynia została wymurowana z czerwonej cegły w stylu neogotyckim, nie jest otynkowana, została postawiona na kamiennym fundamencie. Kościół posiada harmonijne i pięknie wykonane detale zewnętrzne. Są to m.in. strzeliste, smukłe otwory okienne zamknięte ostrołukowo. Przy elewacji frontowej, wschodniej znajduje się strzelista wieża oraz cztery mniejsze wieżyczki, która oryginalnie pokryta była płytkami z łupka kamiennego, ale pokrycie zostało wymienione ze względu na swój fatalny stan w 1979 roku i obecnie jest to blacha miedziana. Wysokość wieży to ponad 35 metrów. Na jej szczycie znajduje się stalowy krzyż. W wieży od 1893 roku znajdują się trzy staliwne dzwony, które skoordynowane z zegarem wieżowym punktualnie wybijają godziny. Do czasów współczesnych zachował się oryginalny mechanizm zegarowy składający się z trzech tarcz, na których podobnie jak na dzwonach jest umieszczona nazwa miejscowości wykonania i rok odlania: Bochum 1893.